# Slovenský rozhlas
Slovenský rozhlas (SRo, en español: Radio eslovaca) fue el servicio de radio pública de Eslovaquia. Sus oficinas centrales se ubican en Bratislava, capital del país, en un edificio que se asemeja a una pirámide invertida. Las emisiones regulares comenzaron el 2 de octubre de 1926, cuando Eslovaquia pertenecía a la entonces Checoslovaquia.
Slovenský rozhlas también se encarga del Coro de niños de la Radio Eslovaca, fundado en 1953 y de la Orquesta Sinfónica de la Radio Eslovaca, fundado en 1929 como la Orquesta Sinfónica de la Radio Checoslovaca.
Desde el 1 de enero de 2011, la radio y televisión pública eslovaca funcionan dentro del grupo Rozhlas a televízia Slovenska.

## Canales

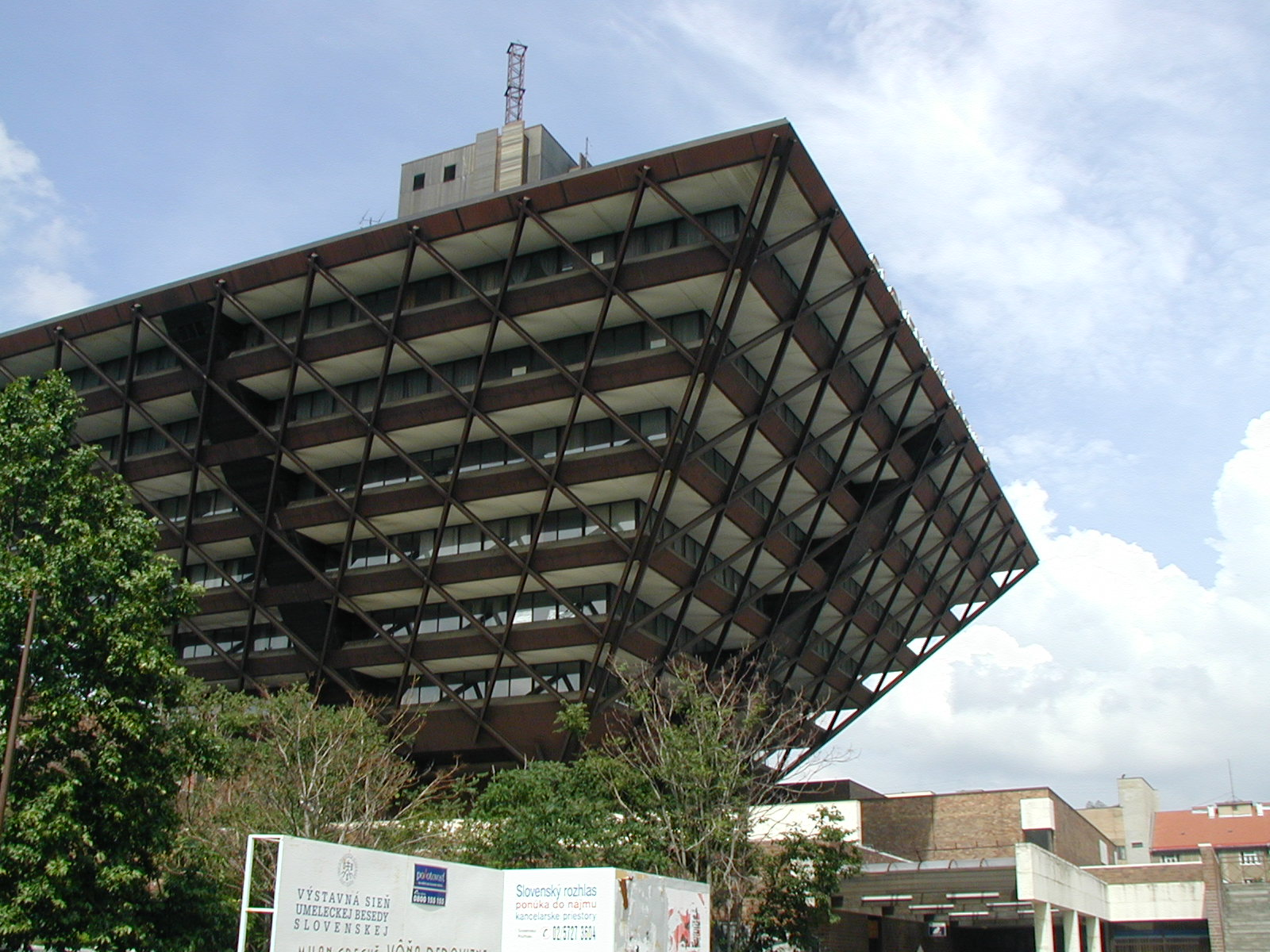
Sede central de Slovenský rozhlas.

Actualmente, Slovenský rozhlas posee seis canales de radio:
- SRo 1 - Rádio Slovensko
- SRo 2 - Rádio Regina
- SRo 3 - Rádio Devín
- SRo 4 - Rádio FM
- SRo 5 - Rádio Patria
- SRo 6 - Radio Eslovaquia Internacional

Además de tres canales digitales:
- SRo 7 - Rádio Klasika (música clásica)
- SRo 8 - Rádio Litera (radionovela)
- SRo 9 - Rádio Junior (infantil)